# متنوعة

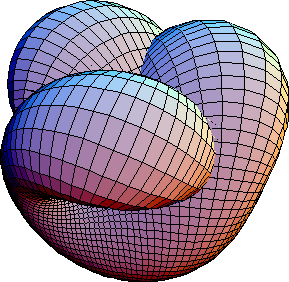
الفضاء الإسقاطي الحقيقي هو متنوعة ثنائية الأبعاد لا يمكن تمثيلها في فضاء ثلاثي أبعاد دون أن تقطع نفسها، معروضة هنا كسطح بوي.

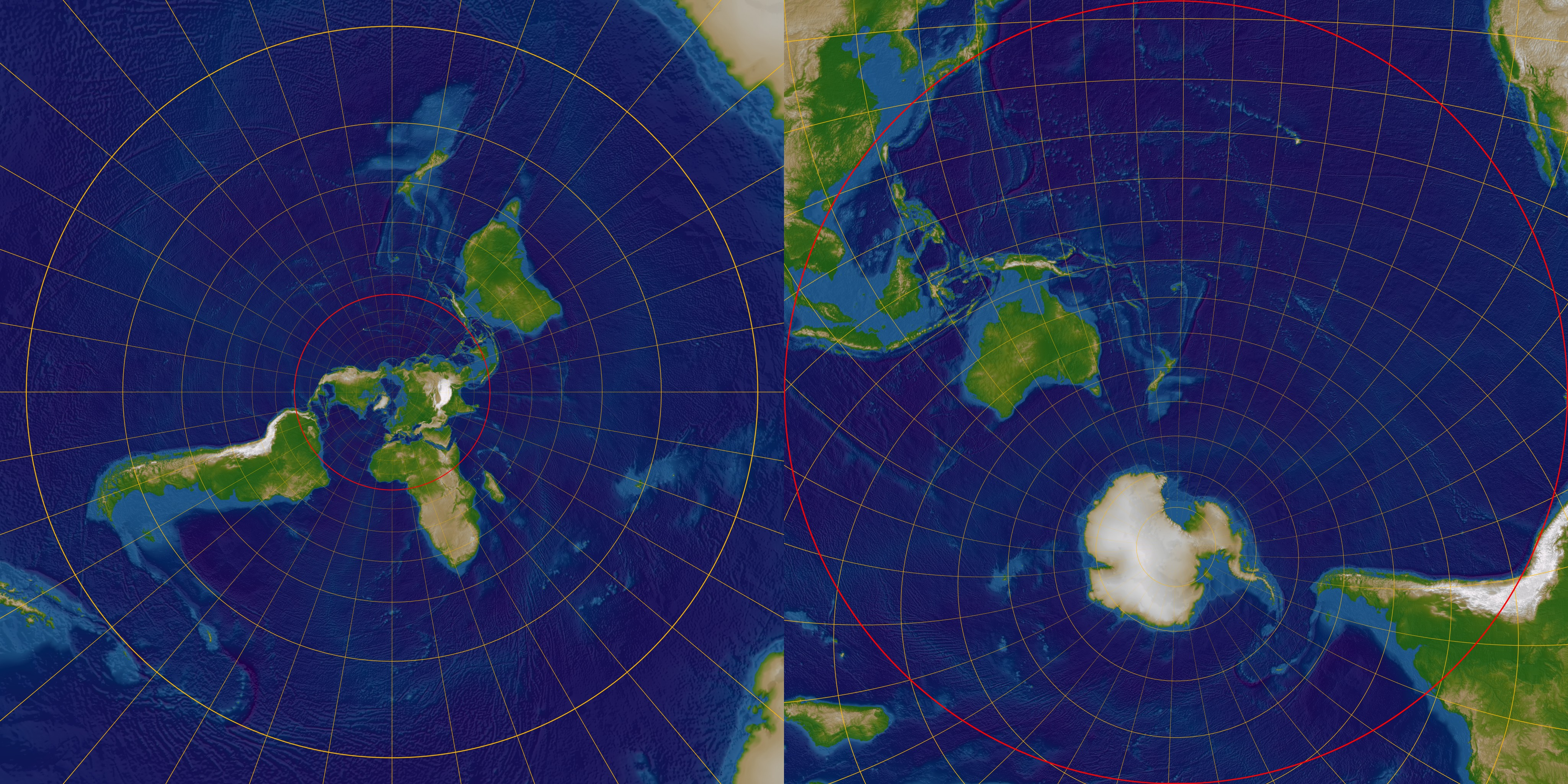
سطح الأرض يتطلب (على الأقل) خارطتين ليتضمّن كل نقطة. هنا، الكرة الأرضية مقسمة إلى خرائط حول القطبين الجنوبي والشمالي.

في الرياضيات، المتنوعة أو عديد الطيات (بالإنجليزية: Manifold)‏ هو فضاء طوبولوجي يشبه الفضاء الإقليدي حول كل نقطة. بشكل أدق، لكل نقطة في متنوعة نونيّة الأبعاد جوار متصاكل للفضاء الإقليدي النونيّ الأبعاد.
من ضمن المتنوعات الأحادية البعد الخطوط والدوائر. تسمى المتنوعات الثنائية البعد أسطحًا. من أمثلة الأسطح: المستوي، الكرة، والطارة والذين يمكن طمرهم (أي إدراجهم بدالة متصاكلة) في الفضاء ثلاثي الأبعاد، كما توجد زجاجة كلاين والفضاء الإسقاطي الحقيقي ‏ اللذان لا يمكن طمرهم في الفضاء ثلاثي الأبعاد دون التقاطع بنفسهم، ولكن بالإمكان طمرهم في الفضاء الرباعي الأبعاد.
ورغم أن المتنوعة تبدو كالفضاء الإقليدي محليًا (أي في جوار كل نقطة) إلا أنها قد لا تكون كذلك شموليةً. على سبيل المثال، سطح الكرة ليس فضاء إقليديًا، ولكن في منطقة معينة يمكن إحداثه بواسطة إسقاط خرائط للمنطقة على الفضاء الإقليدي (في سياق متعددات الشعب تسمّى نظم إحداثيّات). في حال أن تندرج منطقة تحت نظامين إحداثيين، لا تتطابق الإحداثيات تمامًا وبالتالي يتطلّب تحويل للانتقال من واحد للآخر يسمى «دالة انتقالية».
المتنوعة هي مفهوم جوهري لعديد من فروع الهندسة والفيزياء الرياضية لأنها تسمح بوصف وفهم العديد من البنى المعقدة باستخدام خواص الفضاء الإقليدي الأكثر فهمًا نسبيًا. تطرأ المتنوعات تلقائيًا كمجموعات حل لنظم المعادلات وكرسوم بيانية للدوال. للمتنوعات خواص إضافية. أحد الأصناف الهامة من المتنوعات هو المتنوعات التفاضلية. هذه البنية التفاضلية تسمح باستخدام أساليب التفاضل على متعددات الشعب. المقياس الريماني على متنوعة يسمح بقياس المسافات والزوايا. المتنوعات المُجدَّلة [الإنجليزية] (Symplectic manifolds) تخدم كفضاءات طورية في الميكانيكا الهاميلتونية، بينما تمثّل المتنوعات اللورنتزية (Lorentzian manifolds) الرباعية الأبعاد الزمكان في النسبية العامة.

## الأمثلة الدافعة

### الدائرة

الشكل 1: النظم البيانية الأربعة كل منها تربط جزءًا من الدائرة إلى فترة مفتوحة، ومعًا يغطون الدائرة بأكملها.

غير الخط، تعتبر الدائرة أبسط مثال على متنوعة. تتجاهل الطوبولوجيا الانحناء، ولذلك فإن قطعة صغيرة من الدائرة تُعامل تمامًا كما تُعامل قطعة صغيرة من خط. على سبيل المثال، انظر إلى الجزء العلوي من دائرة الوحدة، حيث الإحداثية y موجبة (القوس الأصفر في الشكل 1).  أي نقطة في هذا القوس يمكن التعبير عنها بإحداثيتها  x. لذلك، الإسقاط على الإحداثيّ الأول يمثّل دالة مستمرّة وتقابلية من القوس العلوي للفترة المفتوحة (-1، 1):
{\displaystyle \chi _{\mathrm {top} }(x,y)=x.\,}
دوال كهذه مع المناطق المفتوحة التي يدلّون عليها تسمى نظمًا إحداثية.  بشكل مماثل، هناك نظم إحداثية للأقواس الأيسر  (أزرق) والأسفل (أحمر) والأيمن (أخضر) من الدائرة:
{\displaystyle \chi _{\mathrm {bottom} }(x,y)=x}
{\displaystyle \chi _{\mathrm {left} }(x,y)=y}
{\displaystyle \chi _{\mathrm {right} }(x,y)=y.}
معًا، تغطي جميع هذه النظم البيانية الدائرة ومجموعة هذه النظم تسمى أطلسًا.
النظام البياني العلوي والأيمن يتداخلان، حيث تقاطعهم يقع في ربع الدائرة حيث كلا الإحداثيين x وy موجبان. النظامان χtop و  χright كلاهما يدلّان هذا المقطع إلى الفترة (0,1). إذًا، بالإمكان إنشاء دالة T من الفترة (0,1) لنفسها، والتي تستخدم معاكس دالّة النظام العلوي للوصول للدائرة ومن ثم العودة للفترة عن طريق دالّة النظام الأيمن. ليكن a أي عدد في (0,1). لدينا أن:
{\displaystyle {\begin{aligned}T(a)&=\chi _{\mathrm {right} }\left(\chi _{\mathrm {top} }^{-1}\left[a\right]\right)\\&=\chi _{\mathrm {right} }\left(a,{\sqrt {1-a^{2}}}\right)\\&={\sqrt {1-a^{2}}}\end{aligned}}}
تسمى هذه الدالة دالة انتقالية.

شكل 2: نظام بياني لمتنوعة الدائرة مبني على الميل، يغطي جميع نقط الدائرة سوى نقطة واحدة (الزرقاء).

النظم البيانية العلوية والسفلية واليمنى واليسرى توضّح أن الدائرة هي متنوعة، ولكنها لا تكوّن الأطلس الوحيد للدائرة. لا يجب أن تكون النظم البيانية إسقاطات هندسية، وعدد النظم هو مسألة اختيار. انظر لدوال النظم:
{\displaystyle \chi _{\mathrm {minus} }(x,y)=s={\frac {y}{1+x}}}
و
{\displaystyle \chi _{\mathrm {plus} }(x,y)=t={\frac {y}{1-x}}{}}
هنا، s هو ميل الخط الذي يمر بالنقطة (x,y) ونقطة المحور الثابتة (−1, 0)، وبالمثل t هو الميل ولكن بنقطة المحور (+1, 0). الدالة العكسية من s إلى (x, y) تعطى من خلال
{\displaystyle {\begin{aligned}x&={\frac {1-s^{2}}{1+s^{2}}}\\y&={\frac {2s}{1+s^{2}}}\end{aligned}}}
من السهل تأكيد بأن x2 + y2 = 1 لجميع قيم الميل s. هذان النظامان يوفّران أطلسًا آخر للدائرة، حيث
{\displaystyle t={\frac {1}{s}}}
كل من النظم يحذف نقطة واحدة، إما (−1, 0) لـs أو (+1, 0) لـt. من الممكن إثبات أنه لا يمكن تغطية كل الدائرة بنظام بياني واحد.

## تركيبات أخرى

### زمرة لاي (Lie Group)
من أشهر الأمثلة لمتعدد الشعب هي زمر لاي، وهي عبارة عن متعدد شعب ناعم (قابل للتفاضل لانهائياً)، ولديها أيضا بنية الزمرة. مثلاً، تعد الزمرة المتعامدة الخاصة {\displaystyle SO(n,\mathbb {R} )} متعدد شعب حيث يتم اعتبار المصفوفات {\displaystyle A\in \mathbb {R^{n\times n}} } كنقاط في الفضاء {\displaystyle \mathbb {R^{n^{2}}} } وإثبات خصائص متعدد الشعب باستخدام المبرهنة عبر الدوال الضمنية.